# Jan van Rotselaar
Jan van Rotselaar (Werchter midden 13e eeuw – Averbode, 11 augustus 1309) was abt van de norbertijnenabdij van Averbode, in het hertogdom Brabant, aan het einde van de 13e eeuw. Hij is bekend om het organiseren van de landelijke parochies en de landbouwontginning.

## Levensloop

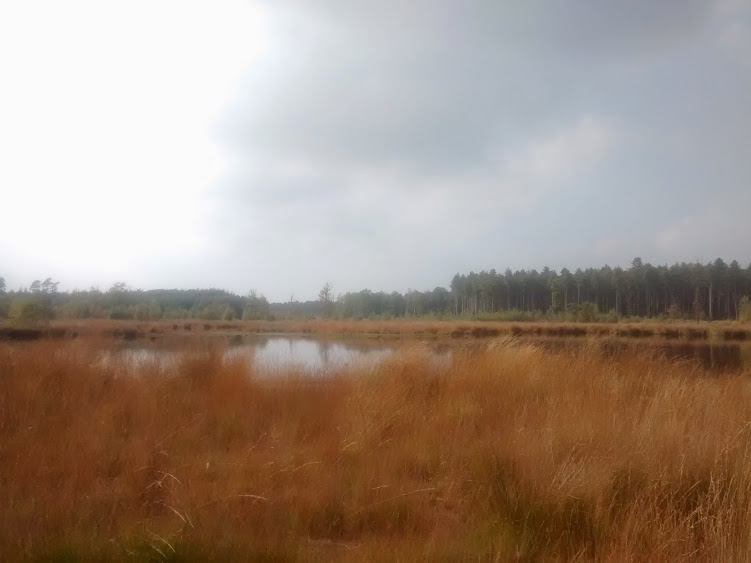
Ven en bos in Averbode. De abdij van Averbode stimuleerde de landbouwontginning, onder meer met abt Jan van Rotselaar.

Jan is geboren in Werchter, in het hertogdom Brabant, midden de 13e eeuw. Over zijn familie is niets bekend en een familieband tussen Jan en de heren van Rotselaar is pas in latere eeuwen gelegd. Hij trad in bij de norbertijnen in Antwerpen, in de Sint-Michielsabdij. Daar duikt zijn naam op in documenten waar Jan de economische belangen van de abdij behartigde.
Vanaf 1285 woonde hij in Vroenhout bij Wouw in Brabant. In Vroenhout leefde een vrouwelijke afdeling van de norbertijnen. Jan was er proost.
Vanaf 1289 was hij abt van de norbertijnenabdij van Averbode. Deze abdij hing toen af van de Sint-Michielsabdij in Antwerpen. In de 12 jaren dat hij er abt was ontpopte Jan zich tot een organisator. Hij stimuleerde de landbouw in de talrijke boerendorpen die de abdij bezat. In parallel organiseerde hij de katholieke erediensten in elk van deze landelijke gemeenschappen. Elk dorp had een norbertijn als dorpspastoor. In die tijd hield de abdij relaties met de vrouwelijke norbertijnen, een band die te verklaren was door de dubbelabdij die Averbode ooit was. In de tijd na Jan van Rotselaar verwaterden deze relaties. Zo onderhield Jan contacten met de norbertinessen van Keizerbosch in Dries bij Neer.
De graven van Loon deden pogingen om Jan van Rotselaar aan zich te binden als hofkapelaan. De stichting van de abdij van Averbode was overigens te danken aan hun voorvader, Arnold II van Loon (1134). Maar abt Jan hield de graven van Loon af. Hij liet zelfs een prebende, een kerkelijke inkomst, uit Borgloon, hoofdstad van Loon, aan zich voorbijgaan. Deze inkomsten moeten nochtans belangrijk geweest zijn gezien de omvang van het kapittel van Borgloon in de 12e-13e eeuw.
In het jaar 1301 of 1302 trad Jan af als abt. Hij tekende nadien brieven met quondam abbas, wat letterlijk betekent hij die ooit abt was. In 1309 stierf hij en werd hij, volgens de traditie, in de abdijkerk van Averbode begraven. Deze romaanse kerk werd later verwoest.